# Вільявісьйоса
Вільявісьйоса (ісп. Villaviciosa) — муніципалітет в Іспанії, у складі автономної спільноти Астурія. Населення — 14 775 осіб (2009).
Муніципалітет розташований на відстані близько 370 км на північ від Мадрида, 34 км на схід від Ов'єдо.
Муніципалітет складається з таких паррокій: Аманді, Амбас, Аргуеро, Арнін, Арроес, Бедріньяна, Бресенья, Камока, Канданаль, Карда, Кареньєс, Кастієльйо, Касанес, Селада, Коро, Ель-Бусто, Фуентес, Грасес, Ла-Льєра, Ла-Магдалена, Лугас, Мар, Міравальєс, Ньєварес, Олес, Пеон, Прієска, Пуельєс, Кінтес, Кінтуелес, Ралес, Росадас, Сан-Хусто, Санта-Еухенія, Селоріо, Тасонес, Торнон, Вальдебарсана, Вальєс, Вільяверде-Ла-Маріна, Вільявісьйоса.

## Демографія
Динаміка населення (INE ):

## Галерея зображень

Розташування муніципалітету
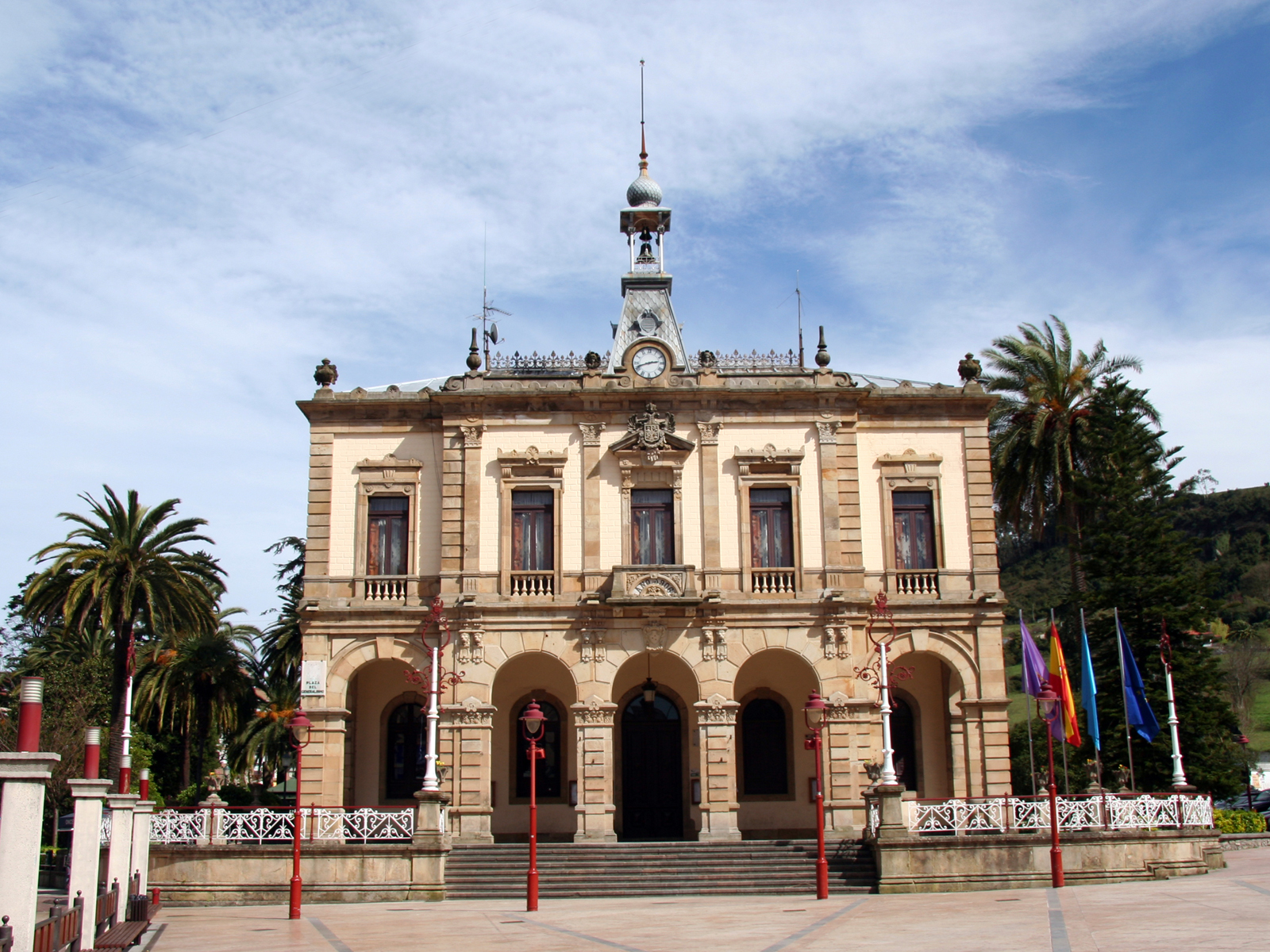
Муніципальна рада
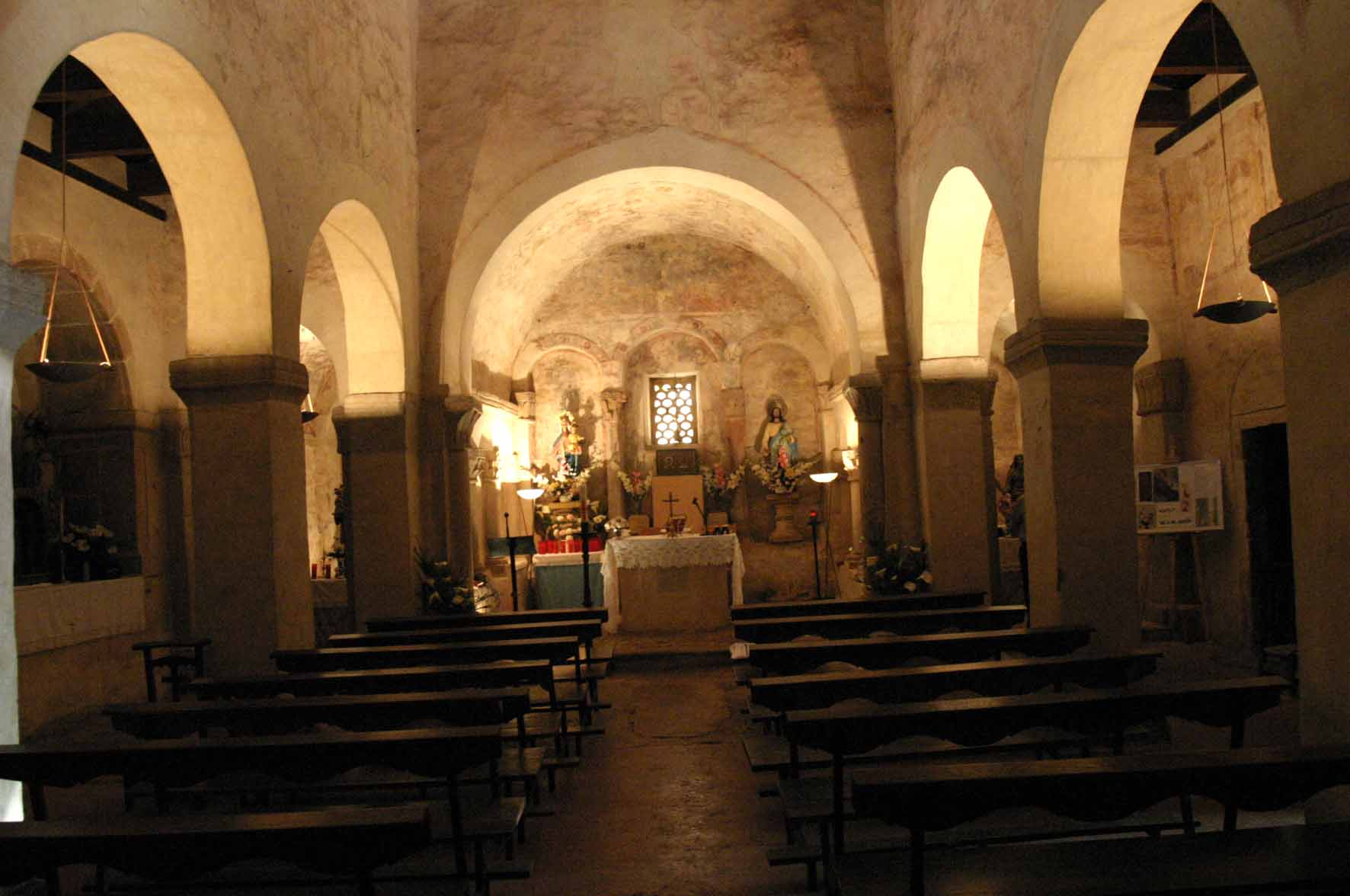
Інтер'єр церкви Сан-Сальвадор-де-Прієска
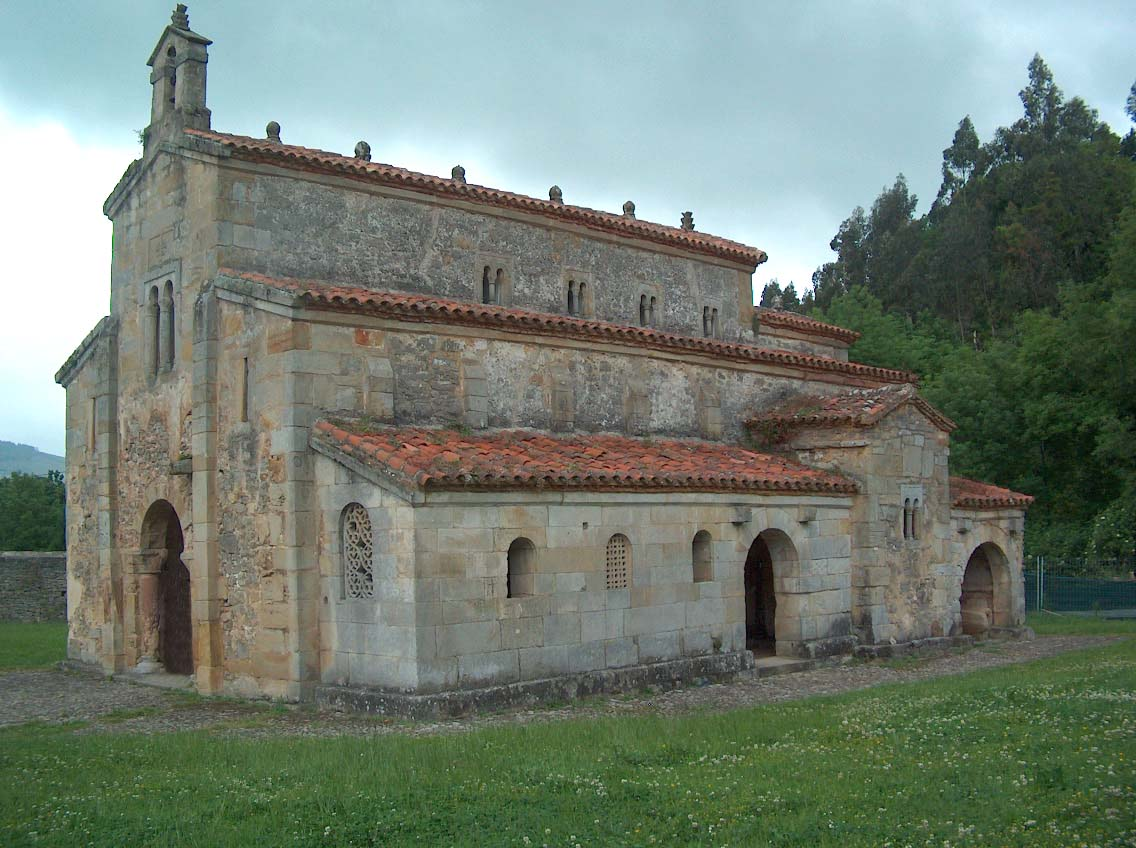
Храм Сан-Сальвадор-де-Вальдедіос